# سبک شوتوکان کاراته دو ایران
شوتوکان کاراته دو ایران یا به اختصار شوتوکان ایران (به انگلیسی: IRAN SHOTOKAN KARATE DO) یکی از سبک‌های کنترلی کاراته در ایران و جهان است. این سبک یکی از سبک‌های ایرانی کاراته است که توسط فدراسیون کاراته ایران و فدراسیون جهانی کاراته به رسمیت شناخته می‌شود.
سبک شوتوکان ایران که تماما ایرانی است در عرصه های جهانی بسیار مطرح می باشد زیرا دارای قهرمانان زیادی در مسابقات آسیایی و مسابقات جهانی است. و تا کنون چندین سمینار و کلاس آموزشی توسط نمایندگان این سبک در کشور ژاپن و دیگر کشور ها برگزار شده که بسیار مورد توجه کاراته کا های آن کشور ها قرار گرفته.
لازم به ذکر است رئیس سازمان جهانی شوتوکان ایران شیهان غلامرضا دباغیان می‌باشد.

## ترتیب رتبه کمربندها
ترتیب کمربندها در این سبک به شرح زیر است:
سفید، زرد، نارنجی، سبز، آبی، بنفش ، قهوه‌ای و مشکی.

## افتخارات
امیر مهدی‌زاده قهرمان جهان و بازیهای آسیایی و آسیا سبک شوتوکان کاراته دو ایران ، علیرضا کتیرایی قهرمان جهان و بازیهای آسیایی و آسیا سبک شوتوکان ایران ،مهدی عموزاده قهرمان آسیا سبک شوتوکان ایران ، علی شاطرزاده قهرمان جهان و آسیا سبک شوتوکان ایران.